# Nantun
Nantun (chinesisch 南屯區, Pinyin Nántún qū, taiwanisch: Lâm-tūn-khu) ist ein Bezirk der regierungsunmittelbaren Stadt Taichung in der Republik China (Taiwan).

## Lage und Beschreibung

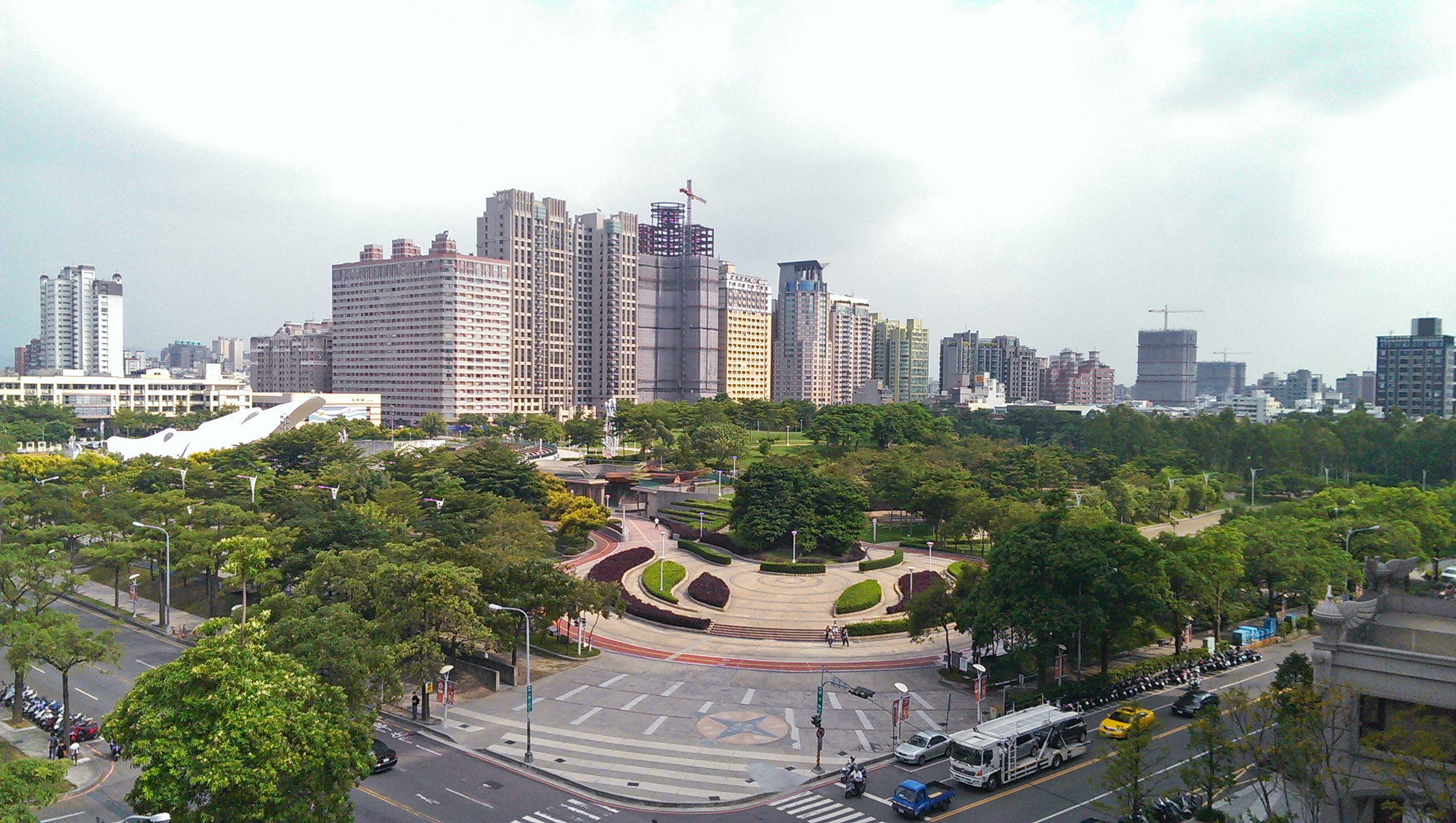
Der Wenxin-Park

Nantun liegt im urbanen Südwesten der Stadt Taichung. Seine Nachbarbezirke sind Xitun im Norden, der Taichung-Westbezirk und -Südbezirk im Osten, Wuri im Süden und Dadu im Südwesten und Westen.
Das Gebiet Nantuns gehört zum Taichung-Becken (臺中盆地). Es wird von den Flüssen Fazi (筏子溪), Mayuantou (麻園頭溪) und Tuku (土庫溪) von Nord nach Süd durchlaufen.
In Nantun befindet sich das Neue Dorf Liming (黎明新村 Liming Xincun), das in den 1970er Jahren als Planviertel angelegt wurde, um Behörden der Provinz Taiwan und später der Zentralregierung unterzubringen. Heute sind hier u. a. das Wasserwirtschaftsamt des Wirtschaftsministeriums und das Amt für Umweltmanagement des Umweltministeriums angesiedelt.
In Nantun befindet sich die private Ling-Tung-Universität (LTU, 嶺東科技大學).

## Geschichte

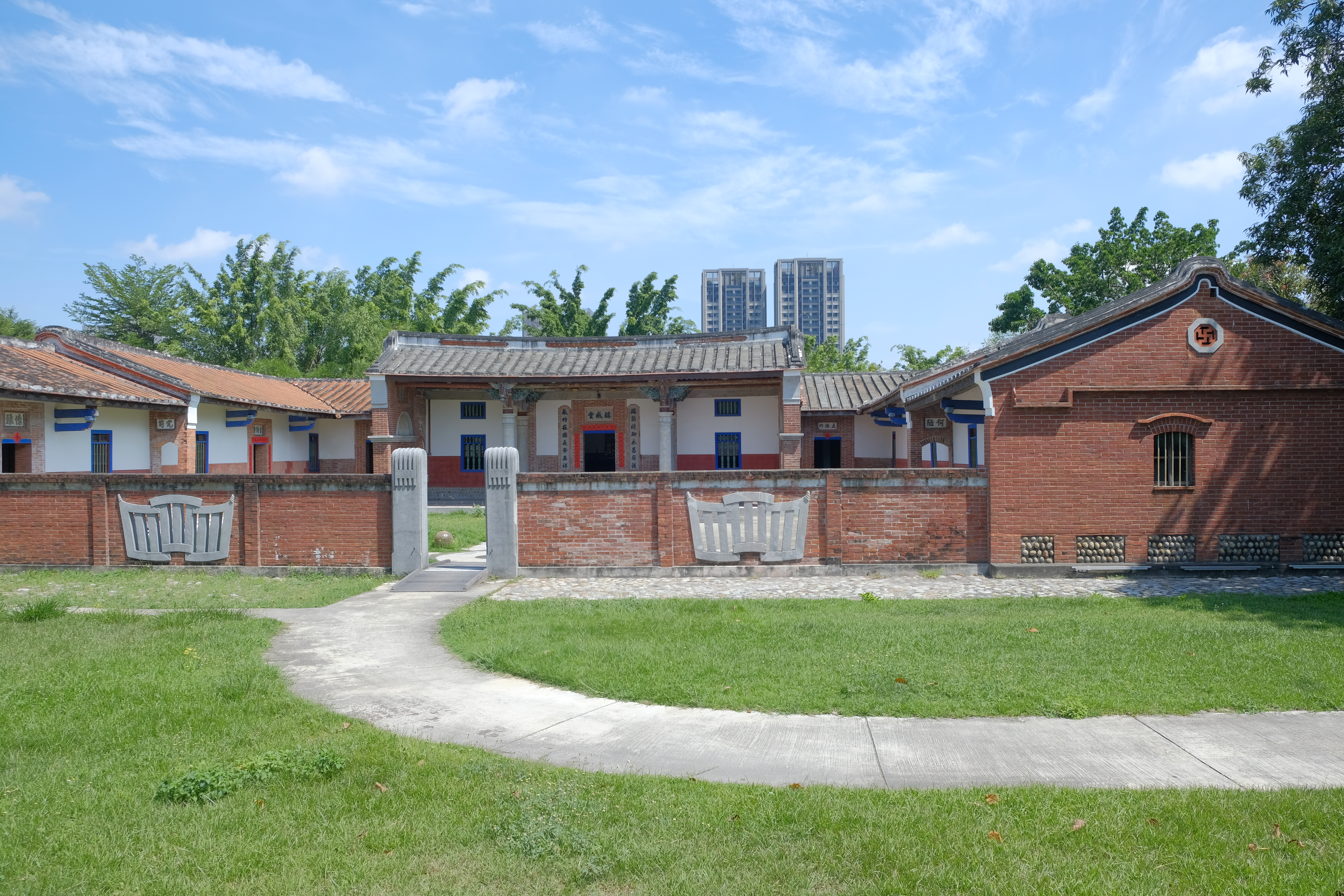
Das traditionelle Ruicheng-Anwesen

Die ursprünglichen Bewohner des Gebiets von Nantun waren taiwanische Ureinwohner vom Volk der Babuza. Ab Anfang des 18. Jahrhunderts setzte die Besiedlung durch chinesische Einwanderer ein, im Zuge derer die Ureinwohner verdrängt oder assimiliert wurden.
Der frühere Ortsname lautete 犁頭店 (Litoudian, „Pfluggeschäfte“), in Anlehnung an die hier angesiedelten Pfluggerätewerkstätten. Die Siedler machten das Land urbar und betrieben Landwirtschaft. Zur Zeit der japanischen Herrschaft über Taiwan wurde der Name 1920 in Nantun „Südhügel“ geändert, eine Angleichung, da es in Taichung schon Orte namens „Nord“-, und „Westhügel“ (Beitun bzw. Xitun) gab. Nach der Übernahme Taiwans durch die Republik China wurde Nantun 1947 als Bezirk in die Stadt Taichung eingegliedert.
Im Zuge der günstigen wirtschaftlichen Entwicklung Taichungs, stadtplanerischer Förderung und der Ausdehnung der Besiedlung von den flächenmäßig kleinen zentralen Stadtbezirken in die Vorstädte erlebte Nantun seit dem späten 20. Jahrhundert ein beträchtliches Bevölkerungswachstum, bei dem die Einwohnerzahl sich zwischen 1981 (etwa 43.000) und 2021 (fast 177.000) mehr als vervierfachte.

## Verkehr und Wirtschaft

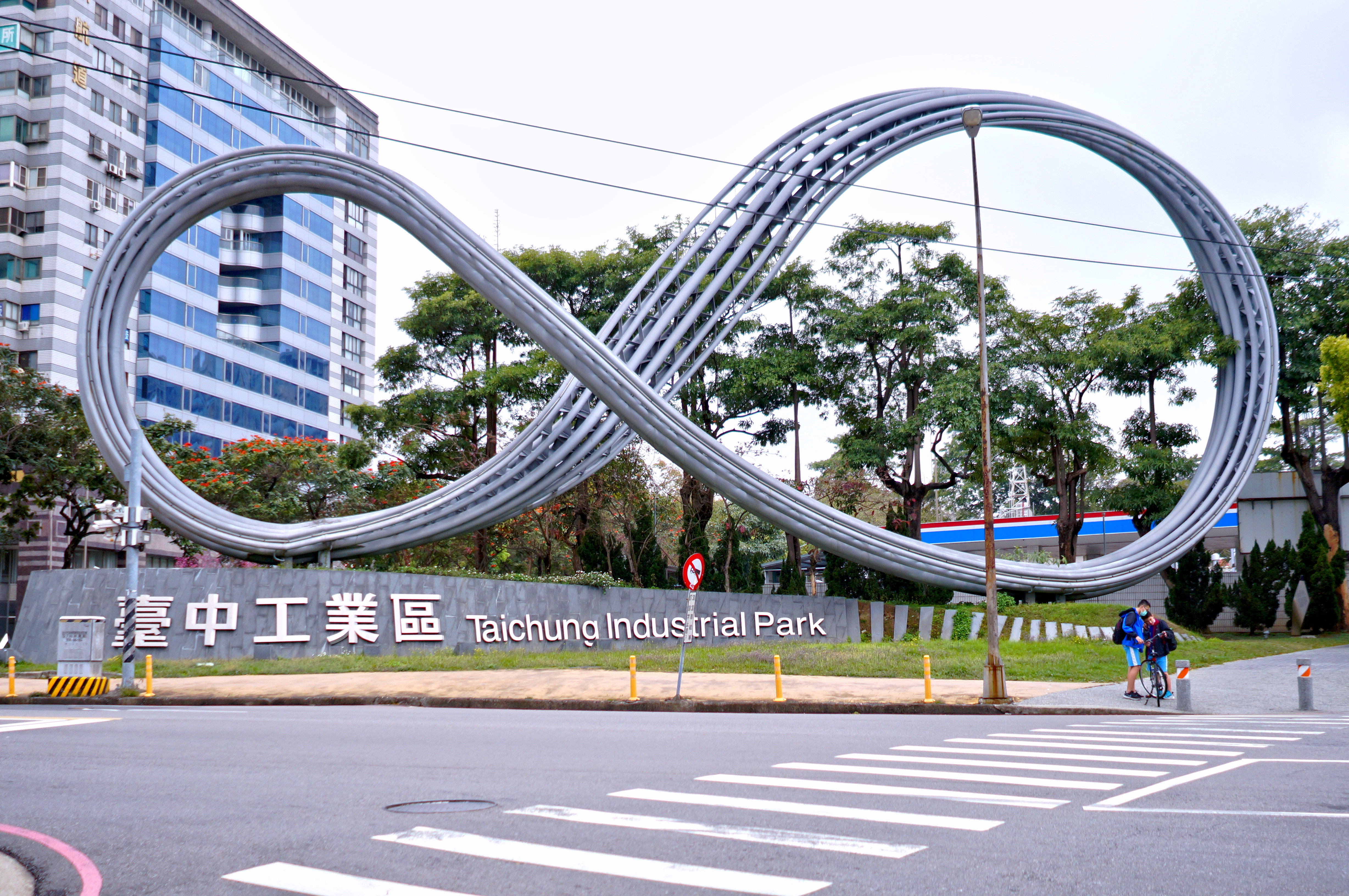
Das Möbiusband-Logo des Taichung Industrial Parks

Die Autobahn Nationalstraße 1 (mit einer Abfahrt) und die Provinz-Schnellstraße 76 durchqueren Nantun von Nord nach Süd. Im Ostteil des Bezirks kreuzen sich die Stadtstraßen 127 (Nord-Süd) und 136 (West-Ost). Im dicht besiedelten Osten verläuft auch die U-Bahn Metro Taichung (vier Haltestellen), die Nantun mit den Bezirken im Norden und Nordosten verbindet. Darüber hinaus gibt es zahlreiche Buslinien.
Nachdem bis zur Mitte des 20. Jahrhunderts die Landwirtschaft Hauptwirtschaftszweig war, hat heute nur noch der dünner besiedelte Westen Nantuns ländlichen Charakter. Die wichtigsten Produkte sind Reis und Süßkartoffeln, ein besonderes lokales Erzeugnis ist die Rundkapselige Jute (Corchorus capsularis). In der Alten Straße Nantun (南屯老街) findet man immer noch kleine, traditionelle Geschäfte und Häuser. Davon abgesehen ist der Bezirk ein moderner, lebendiger Ort mit Wohnvierteln, Hochhäusern, Bürogebäuden, Banken und zahlreichen Einkaufsmöglichkeiten.
Im Westen Nantuns liegt der Taichung Industrial Park (臺中產業園區 Taizhong Chanye Yuanqu), das eine Vielzahl von Firmen im Bereich Spitzentechnologie beherbergt und in dem (Stand 2024) mehr als 44.000 Arbeitnehmer beschäftigt sind. Südlich dieses Parks befindet sich außerdem der Taichung Precision Technology Park (臺中精科園區, Taizhong Jingke Yuanqu, voller Name: 臺中精密機械科技創新園區) mit Schwerpunkt im Bereich Feinmechanik, wo im November 2024 über 21.000 Menschen arbeiteten.

## Kultur und Sehenswürdigkeiten

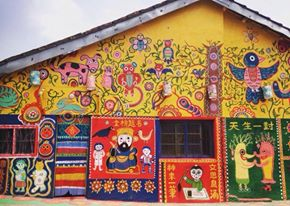
In der Regenbogensiedlung

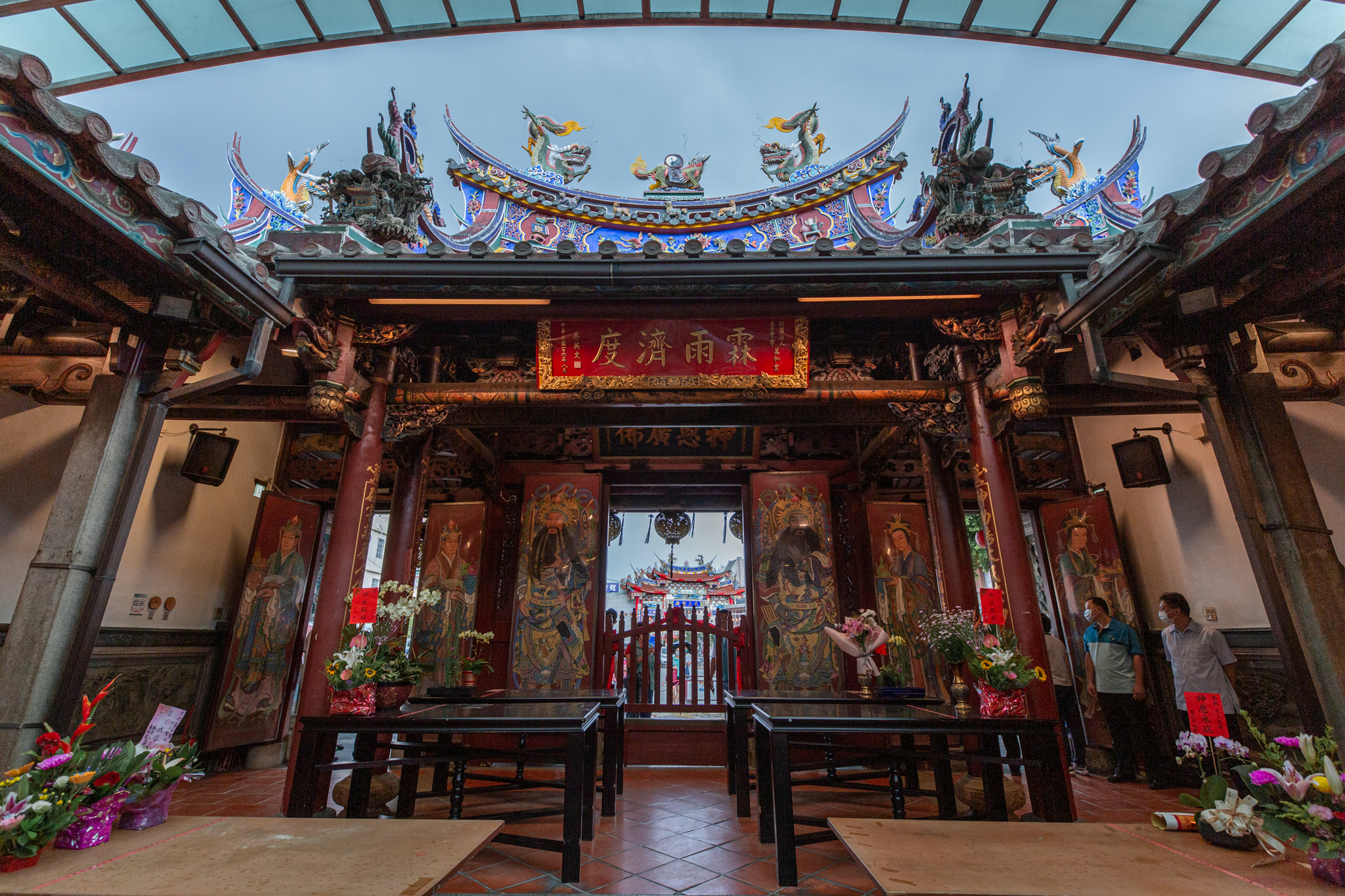
Im Wanhe Gong

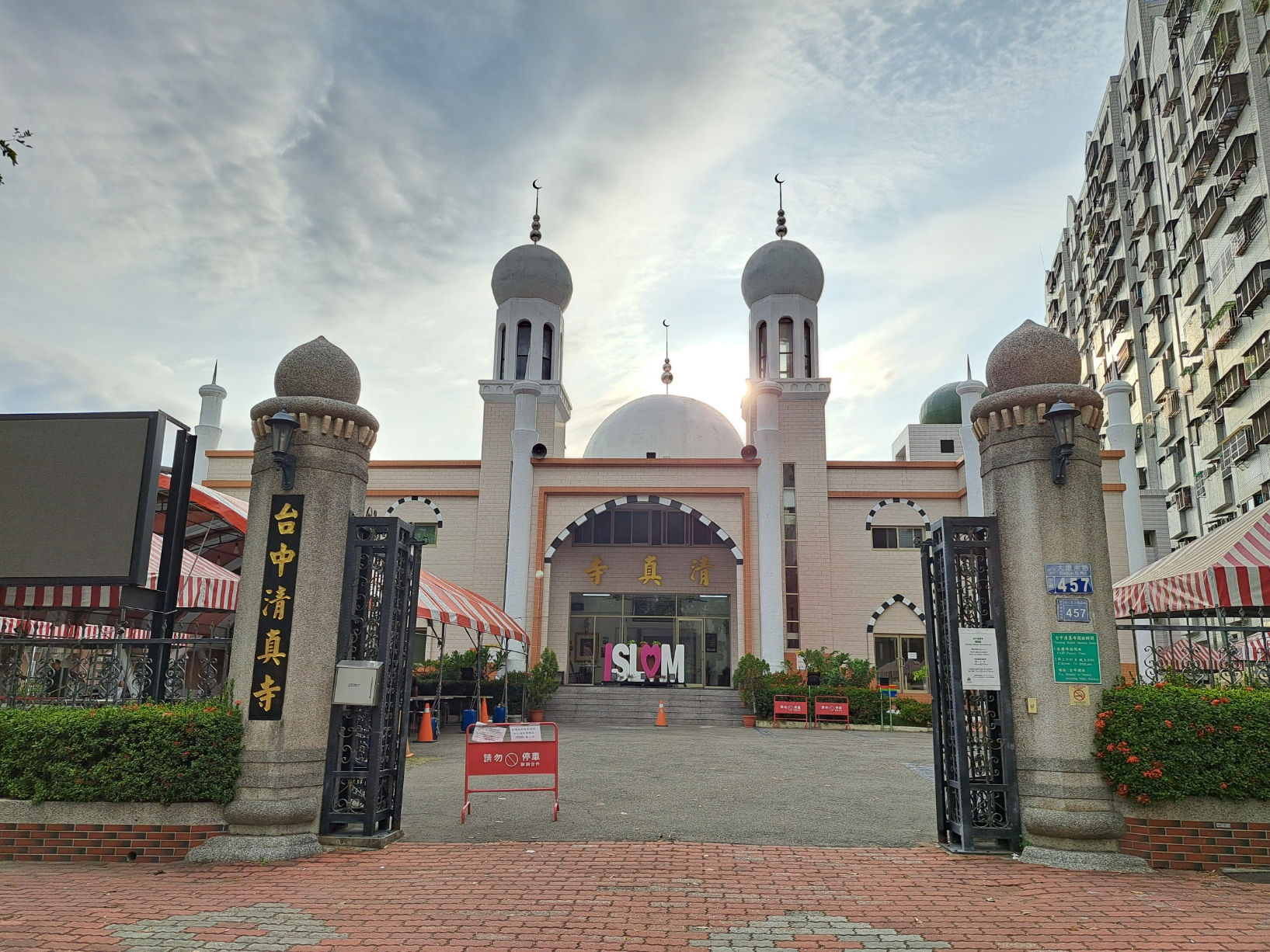
Die Moschee Taichung

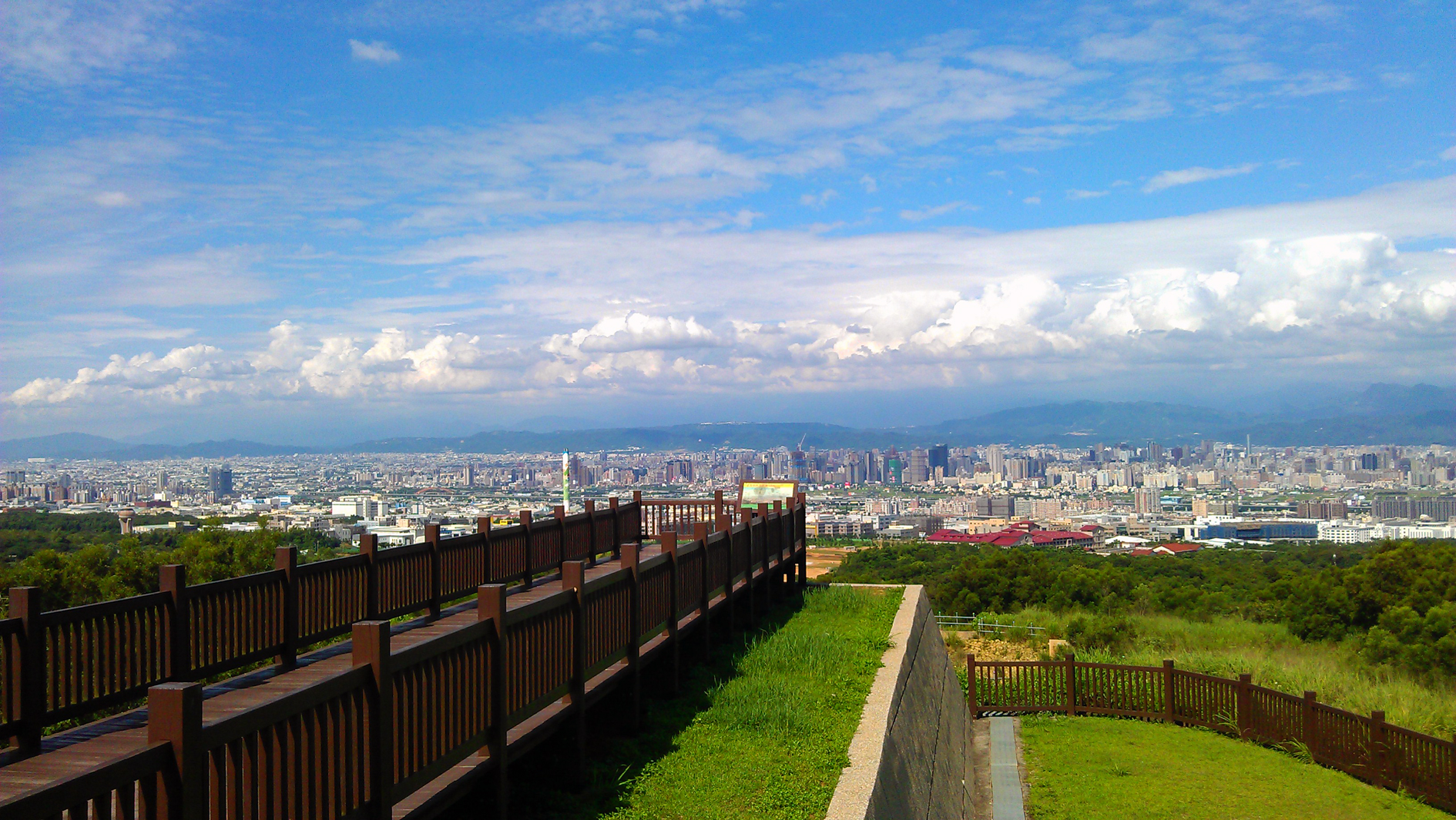
Blick von Wanggaoliao auf die Stadt Taichung

Nantuns bekanntester Park ist der Fengle-Skulpturenpark (豐樂雕塑公園), den (Stand 2024) 52 Skulpturen aller Art zieren. Im Wenxin-Park (文心森林公園) befindet sich ein 6000 Zuschauer fassendes Freilichttheater, das Fulfillment Amphitheater (圓滿戶外劇場 Yuanman Huwai Juchang). Wird die Grasfläche vor dem Theater mitgenutzt, können bis zu 15.000 Zuschauer Platz finden.
Eine besondere Art von Volkskunst kann man in der Regenbogensiedlung (彩虹眷村 Caihong Juancun) bewundern, wo der pensionierte Soldat und Amateurmaler Huang Yong-Fu (1924–2024) die Häuserwände einer alten Militärsiedlung mit bunten Malereien schmückte.
Ein bedeutendes religiöses und gesellschaftliches Zentrum Nantuns ist der daoistische Tempel Wanhe Gong (萬和宮), in dem als Hauptgottheit Mazu verehrt wird. Jährlich im dritten Mondmonat werden hier für die Göttin mehrere Tage lang traditionelle Theaterstücke aufgeführt, wobei in der Regel jede der alteingesessenen Familien der Nachbarschaft für die Organisation eines Tages zuständig ist. Daher heißt diese Tradition Familiennamen-Theater (字姓戲 Zixingxi). Jedes Jahr zum Drachenbootfest findet zudem das Chng Lâ-lí (躦鯪鯉) statt, eine in Taiwan einzigartige Zeremonie, bei der Gläubige in Vierergruppen auf zwei langen hölzernen, Skiern ähnlichen Brettern auf der Straße laufen, um mit ihrem Geklapper „die Schuppentiere aufzuwecken“. Hintergrund ist, dass der Ortsteil Nantun dem Fengshui nach auf einer „Schuppentier-Höhle“ liege. Sind die Schuppentiere wach, können sie, so die Vorstellung, beim Umgraben des Ackerlands helfen.
Nantun beherbergt die Moschee Taichung (臺中清真寺 Taizhong Qingzhensi), eines von zehn islamischen Gotteshäusern in Taiwan und die einzige Moschee in Zentraltaiwan.
Von einem Hügel in Wanggaoliao (高望寮) aus hat man zwischen den Überresten einer Festung aus dem Zweiten Weltkrieg eine gute Aussicht in alle Himmelsrichtungen, u. a. auf die Skyline der Stadt Taichung.